# 2004年アテネオリンピックのサッカー競技
2004年アテネオリンピックのサッカー競技（2004ねんアテネオリンピックのサッカーきょうぎ）は、2004年に開催されたアテネオリンピックのサッカー競技。男子競技が、8月11日に開幕、8月28日に決勝戦が行われアルゼンチンが金メダルを獲得した。女子競技は8月11日に開幕、8月26日に決勝戦が行われ、アメリカが金メダルを獲得した。

## 概要
試合はオリンピックスタジアムの他、アテネ、パトラス、ボロス、テッサロニキ、イラクリオンの合計5都市、6会場で開催された。
男子で金メダルを獲得したアルゼンチンは、直前のコパ・アメリカ2004で準優勝したメンバーを中心に臨んだことから、大会前から優勝の最右翼といわれるほど前評判が高く、得点王となったカルロス・テベスを中心に、ハビエル・マスチェラーノ、ルイス・ゴンサレスらの若い才能と、ロベルト・アジャラ、ガブリエル・エインセ、キリ・ゴンザレスの3人のオーバーエイジが組み合わされたチームは、グループリーグから圧倒的なパフォーマンスを見せてトーナメントを席巻し、国際大会で史上初となる全試合無失点での優勝となった。また、男子で銀メダルを獲得したパラグアイは全競技通じて同国初のメダル獲得となった。
この大会で最もセンセーションを巻き起こしたのは男子のイラク代表である。本大会は2003年のイラク戦争の直後で、アジアサッカー連盟による1次予選は2003年春に終わっていたものの、その後重症急性呼吸器症候群（SARS）やイラク戦争による中東地域の情勢不安などにより、最終予選は2004年春まで延期されていた。イラクの選手は、戦時下のイラク国内に残る者や周辺諸国でプレーする者でバラバラになり、イラク国内のスタジアムはイラク進駐軍に接収される等、国内で練習できる環境は皆無であった。そのような中でイラク代表がアジア予選を勝ち上がった。直前のアジアカップ2004に五輪代表と同じチームで臨みベスト8に進出してその実力を示していた彼らは、コスタリカ・モロッコ・ポルトガルのグループリーグを1位で突破すると、準々決勝でオーストラリアを破って初の準決勝に進出。イラク国内でもメダルへの期待が高まったが、準決勝でパラグアイに、3位決定戦でイタリアに敗れてメダル獲得とはならなかった。しかし、イラク戦争直後の大会でイラク代表が4位に入ったことは、注目を集めるのには十分な出来事であった。なお、3位決定戦の直前にはイラク国内でイタリア人が殺害されるという事件が起こったが、試合後にはイタリアとイラク双方の選手が一枚の写真に収まり、平和へのメッセージを書いた横断幕を掲げてアピールを行った。

## 各国メダル数
| 順 | 国・地域       | 金 | 銀 | 銅 | 計 |
| -- | -------------- | -- | -- | -- | -- |
| 1  | アルゼンチン   | 1  | 0  | 0  | 1  |
| 1  | アメリカ合衆国 | 1  | 0  | 0  | 1  |
| 3  | パラグアイ     | 0  | 1  | 0  | 1  |
| 3  | ブラジル       | 0  | 1  | 0  | 1  |
| 5  | イタリア       | 0  | 0  | 1  | 1  |
| 5  | ドイツ         | 0  | 0  | 1  | 1  |